# San Cosme (Corrientes)
San Cosme ist die Hauptstadt des gleichnamigen Departamento San Cosme in der Provinz Corrientes im Nordosten Argentiniens. In der Klassifizierung der Gemeinden in der Provinz Corrientes zählt San Cosme zur 2. Kategorie.